# 尼爾奇克 (阿拉斯加州)
尼爾奇克（英語：Ninilchik）是位於美國阿拉斯加州基奈半島自治市鎮的一個非建制地區和人口普查指定地區。根據2010年美國人口普查，該地人口為883人，而該地的面積約為537.70平方千米。

## 地理
尼爾奇克的座標為60°02′47″N 151°40′02″W / 60.04639°N 151.66722°W，而該地的平均海拔高度為76米（即243英尺）。

## 歷史
1847年，有俄羅斯人來到當地定居。